# Cuius est solum eius est usque ad coelum et ad inferos
Cuius est solum, eius est usque ad coelum et ad inferos (latinul akié a föld, felmehet a mennybe, vagy le a pokolba) gyakran megjelenő rövidebb formája a Cuius est solum eius est usque ad coelum, elhagyva et ad inferos "vagy le a pokolba", a dologi jog egyik alapelve, amely kimondja, hogy az ingatlan tulajdonosoknak nem csak a telekre, hanem az afelett lévő levegőre és (tágabb értelemben) az alatta lévő földre van joga.
A modern jogban ez az elv korlátozott formában még mindig elfogadott, a jogok pedig fel lettek osztva légi jogokra felett és felszín alatti jogokra alatt. Az ingatlan tulajdonosoknak általában joguk van a közvetlenül ingatlanuk felett lévő levegőre, és a közvetlenül alatta lévő földre – de nincs joguk járatokat vezetni felette, vagy metrót építeni alatta. A sűrűn lakott városi területeken a légi jogok átruházhatókat (ld. átruházható fejlesztési jogok, teret engedve ezzel új épületek építésének már meglévő épületek felett.